# Gili Sharir
Gili Sharir (n. 22 noiembrie 1999, Mazor⁠(d), Districtul Central, Israel) este o sportivă ce a reprezentat Israel, medaliată olimpică. A participat la o ediție a Jocurilor Olimpice (2020) în care a câștigat o medalie de bronz.